# إسحاق ووكر
إسحاق ووكر (بالإنجليزية: Isaac Walker)‏ (8 يناير 1844 في المملكة المتحدة - 6 يوليو 1898 في المملكة المتحدة) هو لاعب كريكت بريطاني (وحمل سابقاً جنسية المملكة المتحدة لبريطانيا العظمى وأيرلندا). لعب مع نادي مقاطعة ميدلسكس للكريكت ‏ ونادي مارليبون للكريكت ‏.

## وصلات خارجية
- إسحاق ووكر على موقع إي آس بي آن كريك إنفو (الإنجليزية)